# Základní umělecká škola Františka Antonína Šporka
Základní umělecká škola Františka Antonína Šporka v Lysé nad Labem, Školní náměsí 906, poskytuje vzdělání v oboru hudebním, tanečním, výtvarném a literárně-dramatickém.

## Historie školy
Škola byla založena v roce 1946, kdy město Lysá nad Labem ustavilo Kuratorium hudební školy s 20 zapsanými žáky. Vyučovalo se na evangelické faře, pak v provizorním dřevěném pavilonu v budově základní školy. V roce 1960 dostala hudební škola od města k užívání samostatnou budovu, ve které je probíhá výuka dodnes. Postupně byla vybavena učebnami pro čtyři vyučované obory a opatřena fasádou a novými okny. Na Základní škole v Kostomlatech nad Labem byla zřízena pobočka hudebního oddělení ZUŠ.
Důležitým mezníkem byl přechod do právní subjektivity od 1. ledna 1998. Škola získala větší autonomii ve vztahu k veřejnosti i ve vztahu ke zřizovateli, ale také větší zodpovědnost a nároky na vedení. V roce 1999 byl škole na základě žádosti udělen Ministerstvem školství, mládeže a tělovýchovy čestný název „Základní umělecká škola Františka Antonína Šporka Lysá nad Labem“. Škola tak navázala na kulturní aktivity hraběte Františka Antonína Šporka, který je úzce spjat s Lysou nad Labem, kde kromě charity a záliby v myslivosti založil místní hudební tradici italské opery a hry na lesní roh.

## Obory
- Hudební
- Výtvarný
- Literárně-dramatický
- Taneční

## Hudební obor

### Oddělení smyčcových a strunných nástrojů
Vyučované nástroje: housle; viola; violoncello; kontrabas; kytara; baskytara.
Děti začínají s výukou od 5 let a pokračují na nástrojích velikostí adekvátních jejich tělesnému vývoji. Hra je náročná na koordinaci obou rukou a vyžaduje hudební sluch. Žáci se učí trpělivosti a systematičnost při nácviku skladeb a cvičení. Žáci i absolventi oboru se mohout uplatnit v houslových a komorních souborech a v komorním orchestru. Hrají nejen klasický repertoár, ale učí se i akordickým doprovodům. Pravidelně se účastní soutěží, žákovských koncertů a spolupracují s dalšími odděleními. Jejich vystoupení bývají součástí společných školních mezioborových projektů. S úspěchem školu reprezentují na venisážích výstav nejen školních, ale i pořádaných nejrůznějšími subjekty v Muzeu Bedřicha Hrozného a Okresním státním archívu. Vystoupení kytarového oddělení probíhají rovněž v sále místího kina.

### Oddělení klávesových nástrojů
Vyučované nástroje: klavír; keyboard; akordeon.
Hra na klavír, na elektrické klávesové nástroje a na akordeon patří k nejoblíbenějším předmětům. Žáci jsou připravováni pro sólový projev, ale také v doprovodech pěveckých vystoupení či hře v hudebních souborech. Vysoká úroveň některých žáků je oceňována v okresních a krajských kolech soutěží ZUŠ, žáci se také zapojují do společných mezioborových představení i mimoškolních vystoupení. Mimo vystoupení na  žákovských koncertech pořádají učitelé tohoto oddělení i vlastní komponované pořady, které svou poetikou a tematickým zaměřením vybočují z rámce pravidelných školních akcí.

### Oddělení dechových a bicích nástrojů
Vyučované nástroje: zobcová flétna; příčná flétna; hoboj; klarinet; fagot; saxofon; trubka; pozoun; tuba; bicí nástroje.
Děti v dechovém oddělení zpravidla začínají  s výukou hry na zobcovou flétnu. Jejich další zařazení závisí jednak na jejich výběru a jednak na individuálních fyzických možnostech. V případě, že to fyziognomie dítěte umožňuje, může začít hrát přímo na některý z ostatních dechových nástrojů. Mladí dechaři se uplatní v komorních souborech, v jazzovém orchestru nebo v komorním orchestru. V oddělení bicích nástrojů se žáci seznamují s bicí soupravou nebo s percusemi. Oblíbený je soubor bicích nástrojů Cuban band a své dovednosti mohou žáci předvést v jazzovém nebo komorním orchestru.                                                                 

### Oddělení hudební teorie
Povinnou součástí výuky v hudebním oboru je  hudební přípravka (HP) a hudební seminář (HS), kde žáci poznávají hudební jazyk a základy hudební teorie. Je rozvíjen cit pro rytmus a melodii skladeb, muzikalita. Význam hudebního semináře spočívá v propojení teorie a praktické hudební tvorby. Součástí je výchova ke vnímání a prožívání hudby a schopnost objektivně zhodnotit umělecký výkon. Pro výjimečně nadané žáky, kteří se připravují na přijímací zkoušky na umělecké školy, je zajištěna speciální výuka hudební teorie.

### Pěvecké oddělení
Vyučované předměty: pěvecká hlasová výchova (pro nejmenší); zpěv (pro zkušenější žáky); komorní zpěv.
Lidský hlas je nejpřirozenějším a také nejpohotověji použitelným hudebním nástrojem. Proto se klade důraz na to aby pěvecká technika žáků vycházela z maximální přirozenosti, z měkkého nasazení tónu a s precizní výslovností. Repertoár vždy odpovídá věku a schopnostem dítěte, od lidových a umělých písní s později přechází na skladby operní, muzikálové a populární. Žáci oddělení se pravidelně účastní soutěží ZUŠ, žákovských koncertů a dalších vystoupení, spolupracují s dalšími odděleními i obory ve škole. Jejich vystoupení bývají i součástí společných školních mezioborových projektů.

## Hudební soubory

### Komorní soubory, soubor bicích nástrojů Cuban band a Jazz Orchestra
Na škole působí řada komorních souborů rozdělených podle hudebních oborů, ale i napříč obory hudebními a pěveckými. Nejvýrazněni se profiluje od doby svého vzniku ve školním roce 1999/2000 soubor Jazz Orchestra. Pod vedením zakládajícího učitele Víta Andršta a díky aranžím svého dirigenta zvládají mladí jazzmani souhru tak dobře, že již třikrát získalo vždy 3. místo v Celostátního kola soutěže ZUŠ jazzových orchestrů. Během let se obsazení orchestru obměňuje, ale nadšení a chuť do práce zůstává. Jazz Orchestra pořádá několik koncertů v roce v rámci školních akcí a na pozvání se účastní akcí jiných pořadatelů (Festival jazzových orchestrů v Horních Počernicích aj.). Stejně jako pěvecké sbory a jsou také komorní orchestry a soubory vizitkou naší školy a práce našich vyučujících.

## Pěvecké sbory

### QuantumTet, Filiorum musica, Voice Boys, QuantumTet a Ama musica
Pěvecký sbor vznikl ve školním roce 2006/2007 a pod vedením Jany Erbenové pravidelně vystupuje. Později vznikly dva pěvecké sbory s repertoárem písničkových a muzikálových představení a chlapecký sbor Voice Boys. Samostatný pěvecký sbor QuantumTet pak vznikl z podnětu nadšených maminek mladých sboristů a dnes se zapojují i mužské hlasy.  
Pěvecký sbor Ama musica vznikl jako dívčí vokální těleso v roce 2014 a sdružuje zpěvačky z Lysé nad Labem a okolí. Má podporu ZUŠ F. A. Šporka a města Lysá nad Labem a jeho spolku Quattuor artes. Vystupuje na mnoha koncertech a společenských akcích ve městě a pořádá  výjezdní koncerty. Repertoár sboru tvoří skladby sborové tvorby, úpravy populární hudby i písně lidové. Klasickou koncertní činnost obohacuje spoluúčinkování v komponovaných představeních a muzikálových projektech se ZUŠ. Koncertoval od Břeclavi k Duchcovu, zpíval se špičkovými profesionálními soubory a zúčastnil se úspěšně řady soutěží.

## Výtvarný obor
Budoucí výtvarníci se učí od 5 let nejrůznější techniky (kresbu, malbu, suchou jehlu, linoryt, koláž, objektovou tvorbu, modelování keramiky, práci na hrnčířském kruhu aj.) a seznámí se základy dějin výtvarného umění. V poslední době se škola zaměřila na návrhy a výrobu kulis a rekvizit s přesahem do scénografie pro společná mezioborová představení. Mnozí absolventi pokračují ve studiu na středních školách s uměleckým zaměřením, když úspěšně zvládnou talentové zkoušky. Škola má moderně vybavenou učebnu pro výuku (počítače, televize, DVD aj.), modelovnu s keramickou pecí a hrnčířským kruhem v suterénu budovy a Galerii ve sklepě, kde se pravidelné výstavy se konají dvakrát ročně.

## Literárně-dramatický obor
V literárně-dramatickém oboru se učí děti od 6 let. Po dvouleté dramatické průpravě absolvují předměty dramatika a slovesnost, páce v souboru a dva volitelné předměty (pohyb, přednes, hudebně-hlasová a rytmická průprava, výtvarná průprava). Žáci často vystupují v rámci mezioborových projektů školy (muzikálová představení, koncerty hudebního oboru apod.), vytvářejí také vlastní divadeln představení na motivy známých příběhů či z vlastní tvorby. Pod vedením Mgr. Kateřiny Urbánkové se zapojují  do recitačních a divadelních soutěží a přehlídek.

## Taneční obor
Taneční obor je nabízen pro zájemce od 5 let, kteří mají k dispozici baletní sál se zrcadly a šatnu se sprchou. Po taneční průpravě v prvních ročnících budoucí tanečníci absolvují řadu technik a stylů v předmětech taneční praxe, současný tanec, lidový tanec, klasická taneční technika na špičkách, práce v souboru, z dalších technik poznávají Cunningham, Graham, Lemon, tanec lidový (polku, valčík, skočnou, čardáš) a společenský (chacha, jive, samba). Choreografie jsou připravovány Kateřinou Klánovou, ale také samotnými žákyněmi, které mohou uplatnit vlastní invenci a tvořivost. Tyto baletní kreace jsou součástí společných vystoupení s hudebním oborem a větších mezioborových projektů (muzikálová a divadelní představení), kdy se díky baletní složce z příběhu stává skutečné divadlo. Žákyně tanečního oboru se rovněž zapojují do různých tanečních přehlídek a soutěží a vystoupení pro mimoškolní akce.

## Galerie

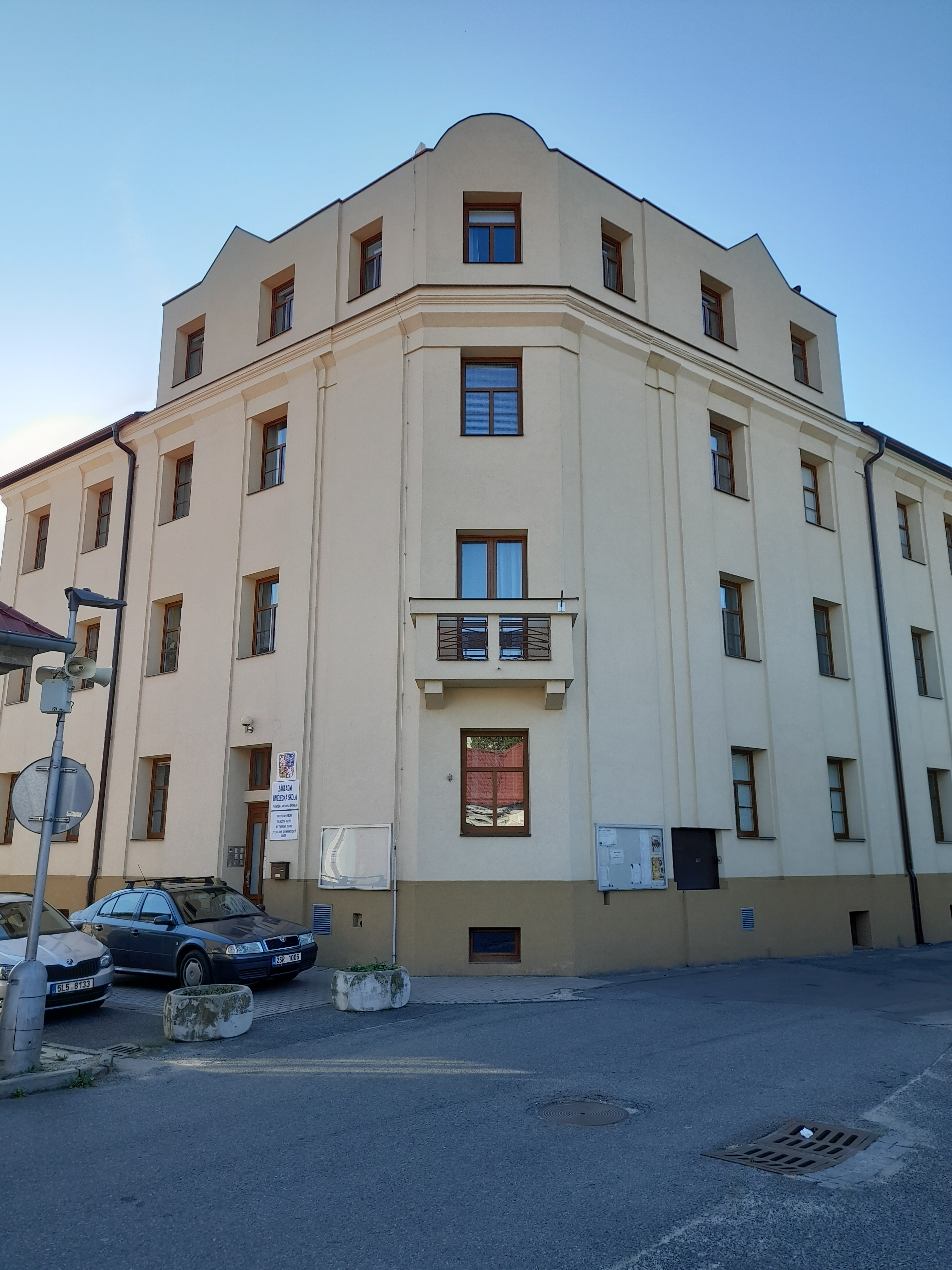
Celkový pohled na školu
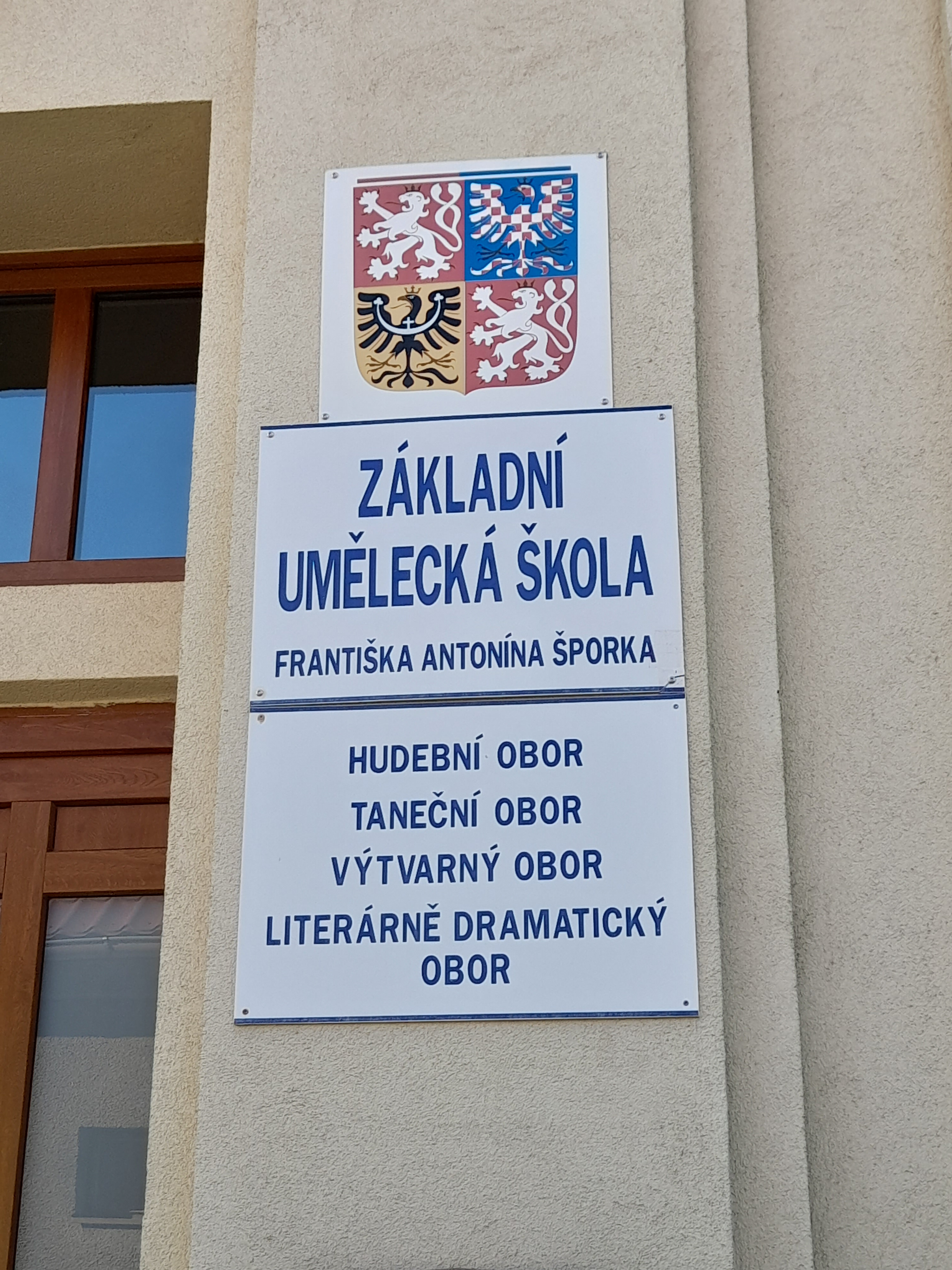
Cedule u vstupu do školy
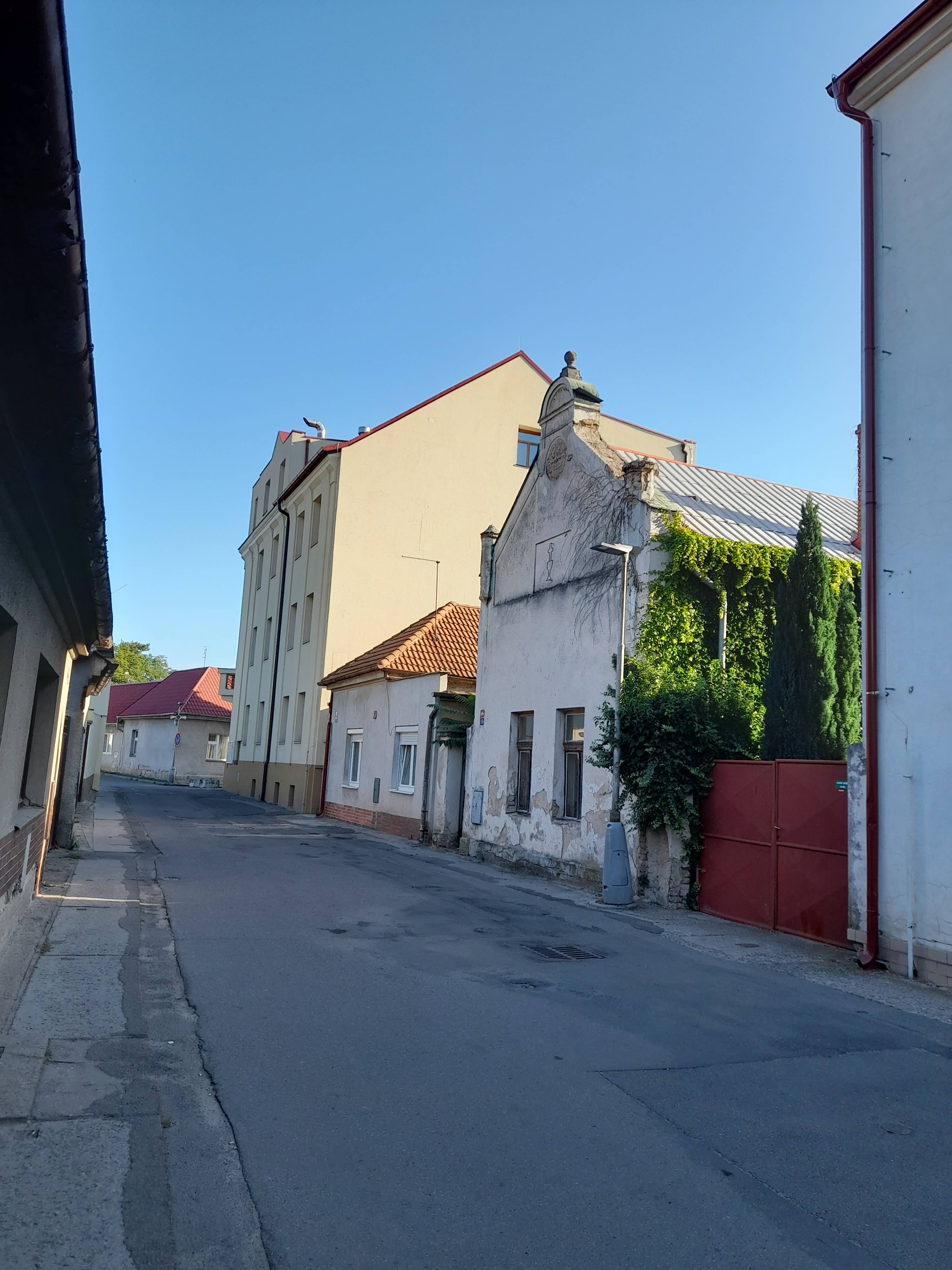
Pohled z Přemyslovy ulice
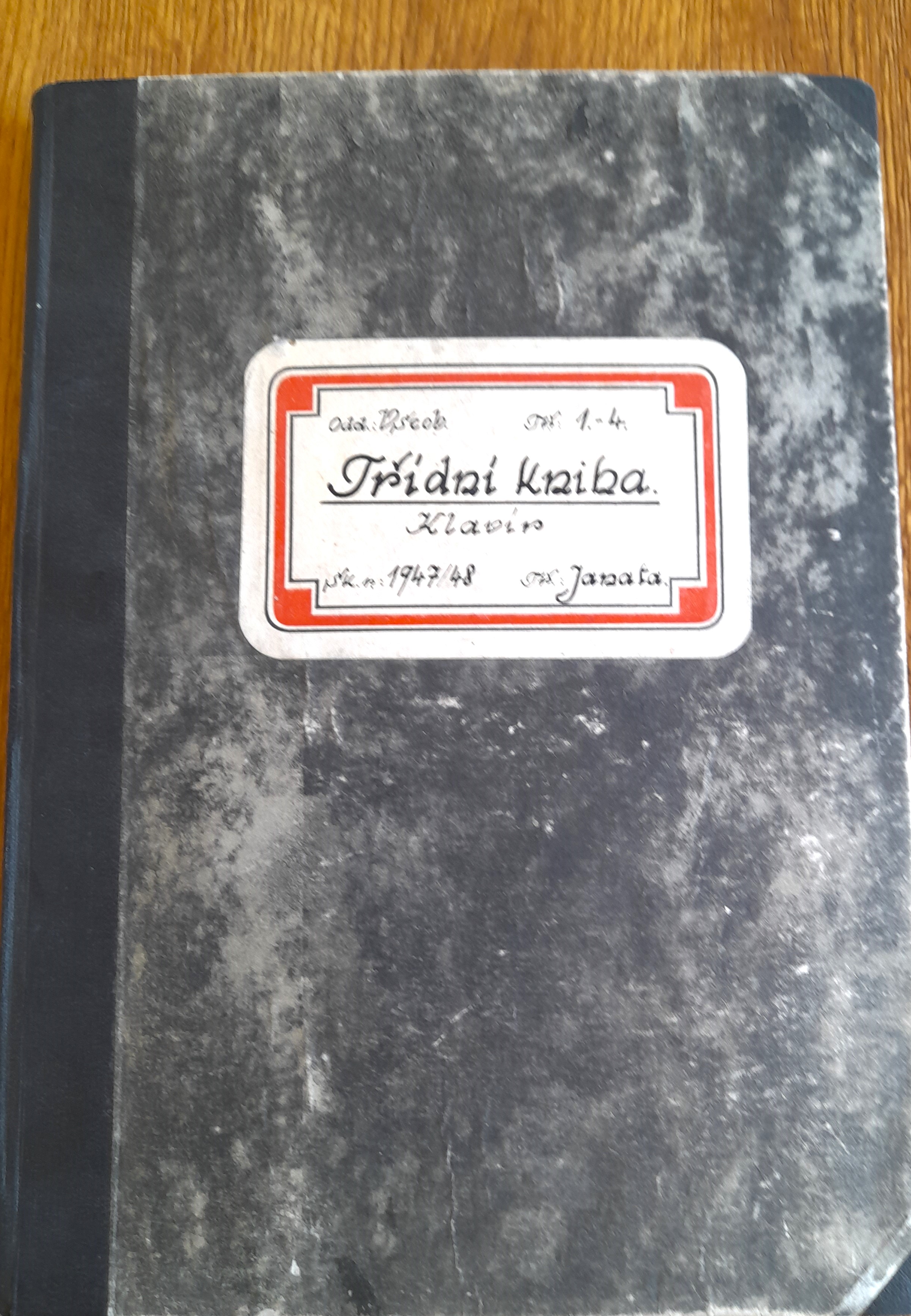
Třídní kniha 1947–1948
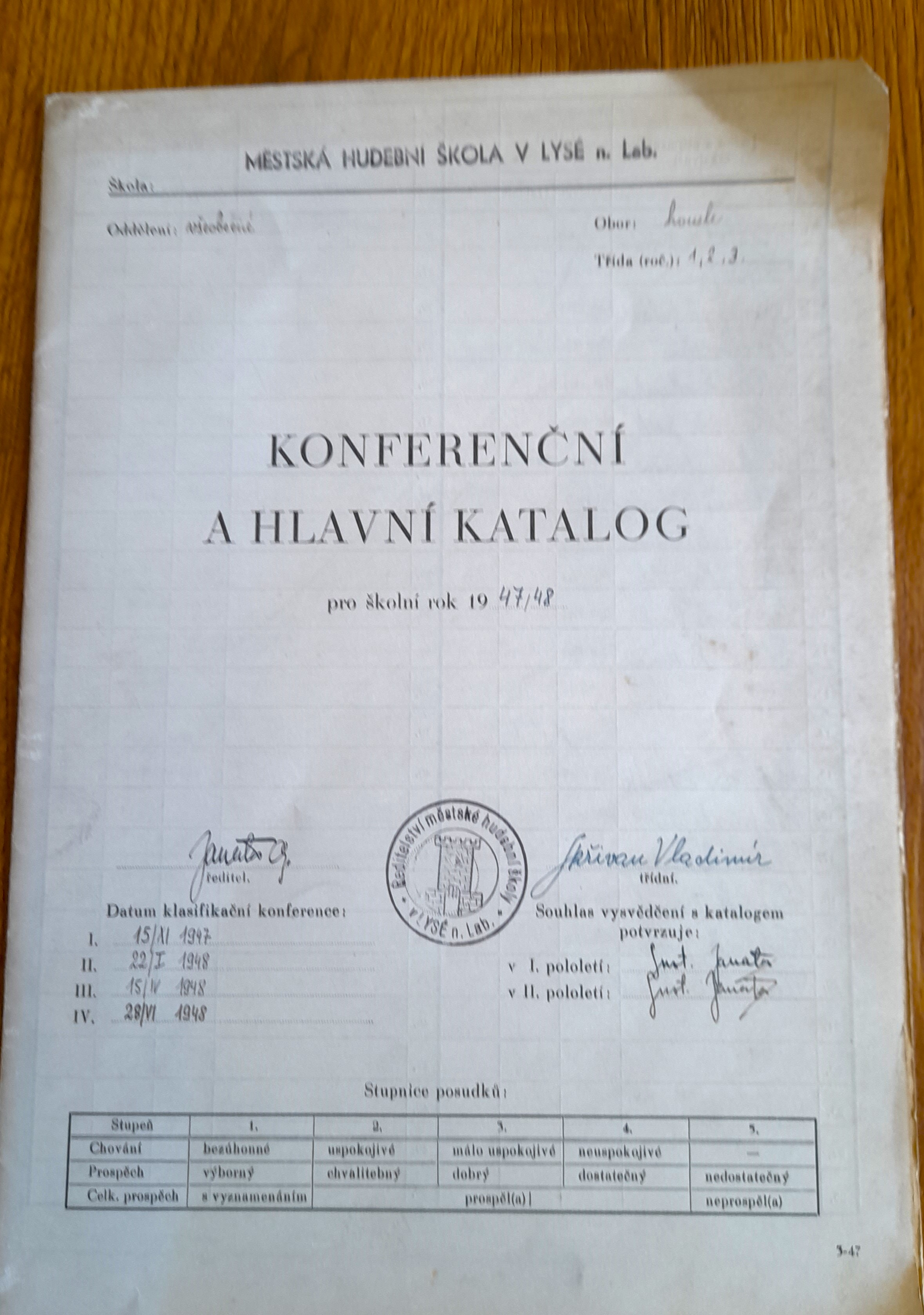
Konferenční a hlavní katalog 1947–1948
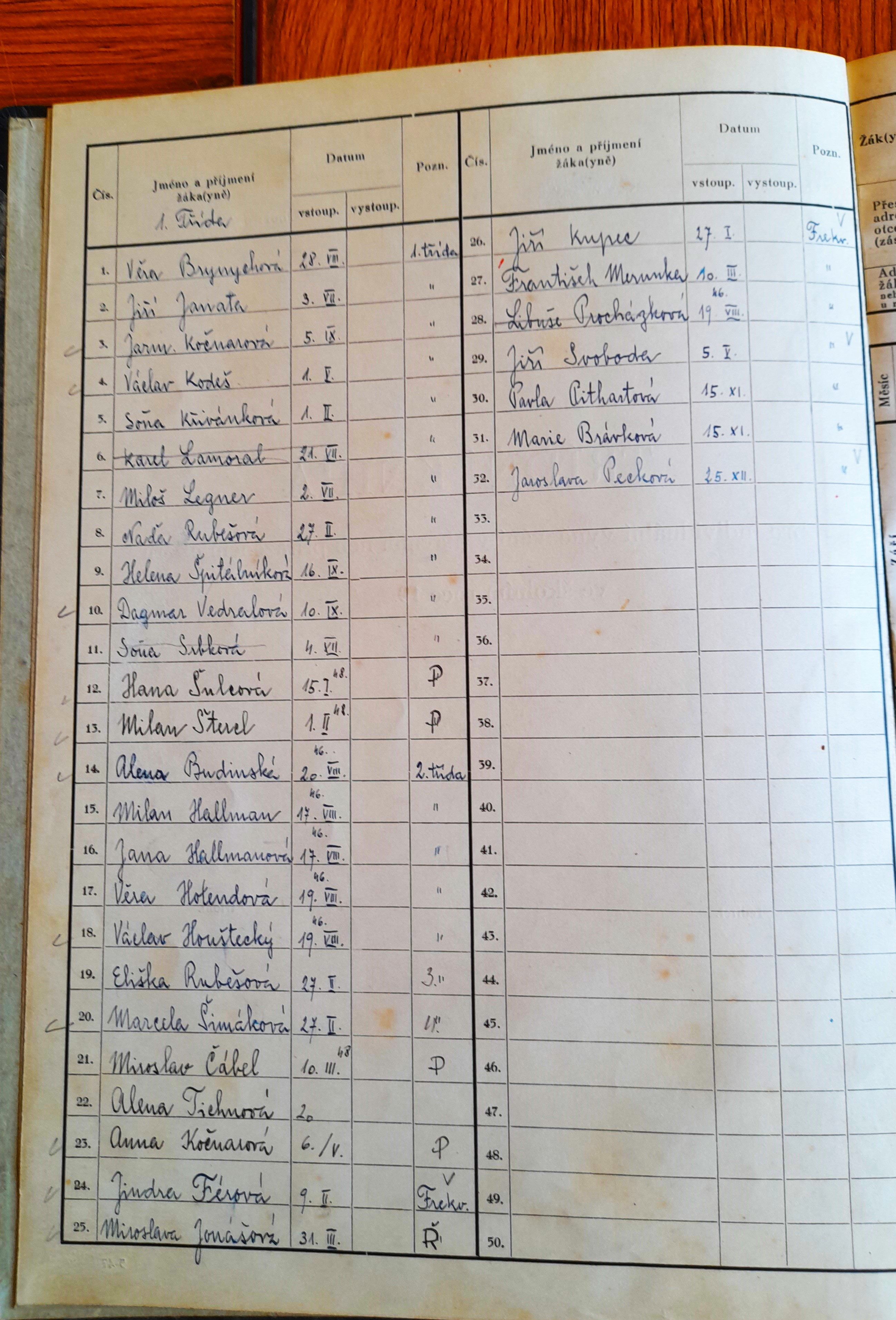
Seznam zapsaných žáků 1947–1948